# Nycteris vinsoni
Nycteris vinsoni — вид рукокрилих родини Nycteridae.

## Поширення
Країни проживання: Мозамбік. Цей маловідомий вид відомий тільки з типової місцевості, з типової серії з двох тварин. Цей вид був зібраний з місця спочинку у великому дереві баобабу, імовірно, в сухому савановому лісі. 

## Загрози та охорона
Загрози для цього виду не відомі. Типова місцевість, як видається, знаходиться в національному парку.